# 突厥益母草
突厥益母草（学名：Leonurus turkestanicus），为唇形科益母草属下的一个植物种。